# 森特波因特 (阿拉巴马州)
森特波因特（英語：Center Point）是美国阿拉巴马州下属的一座城市。面积约为6.12平方英里（约合15.84平方公里）。根据2010年美国人口普查，该市有人口16,921人，人口密度为2,766.68/平方英里（约合1,068.24/平方公里）。